# Rudolph von Kaunitz
Graf Rudolph von Kaunitz  (* 1628; † 21. April 1664) war Oberlandjägermeister in Böhmen und seit 1642 Reichsgraf, ferner war er k.k. Kämmerer und Wirklicher Geheimer Rat.
Seine Eltern waren Friedrich von Kaunitz (1597–1627) und dessen Ehefrau Marie Eusebie Sezimova (* 1604). Sein Vater war der Begründer der böhmischen Linie des Hauses Kaunitz.
1631 war er Wallensteins Statthalter im Fürstentum Sagan, von wo er im Mai 1631 die Nachricht von der Zerstörung Magdeburgs nach Wallenstein schickte. Obwohl sein Vater beim Kaiser in Ungnade gefallen war und nur knapp der Hinrichtung entging, wurde er 1640 böhmischer Graf und 1642 zum Reichsgrafen ernannt. 
Er heiratete am 15. Oktober 1645 Maria Elisabeth von Waldstein (* 1625; † 29. September 1662), Tochter von Albrecht Wenzel Eusebius von Waldstein. Er erhielt dadurch die Herrschaften Neuschloß und Lippa (böhmisch Leippa). Das Paar hatte sieben Kinder, von denen die meisten jung starben, es überlebte:
- Johann Wilhelm (* 1656; † 20. März 1721), k.k. Kämmerer ⚭ Marie Anna von Sternberg (1662–1724)